# ドラゴンフォース (バンド)
ドラゴンフォース（英: DragonForce）は、イングランド出身のパワーメタル・バンド。
ロンドンを拠点とする多国籍バンドとして知られ、メロウかつスピーディーなスタイルを展開している。

## 概要

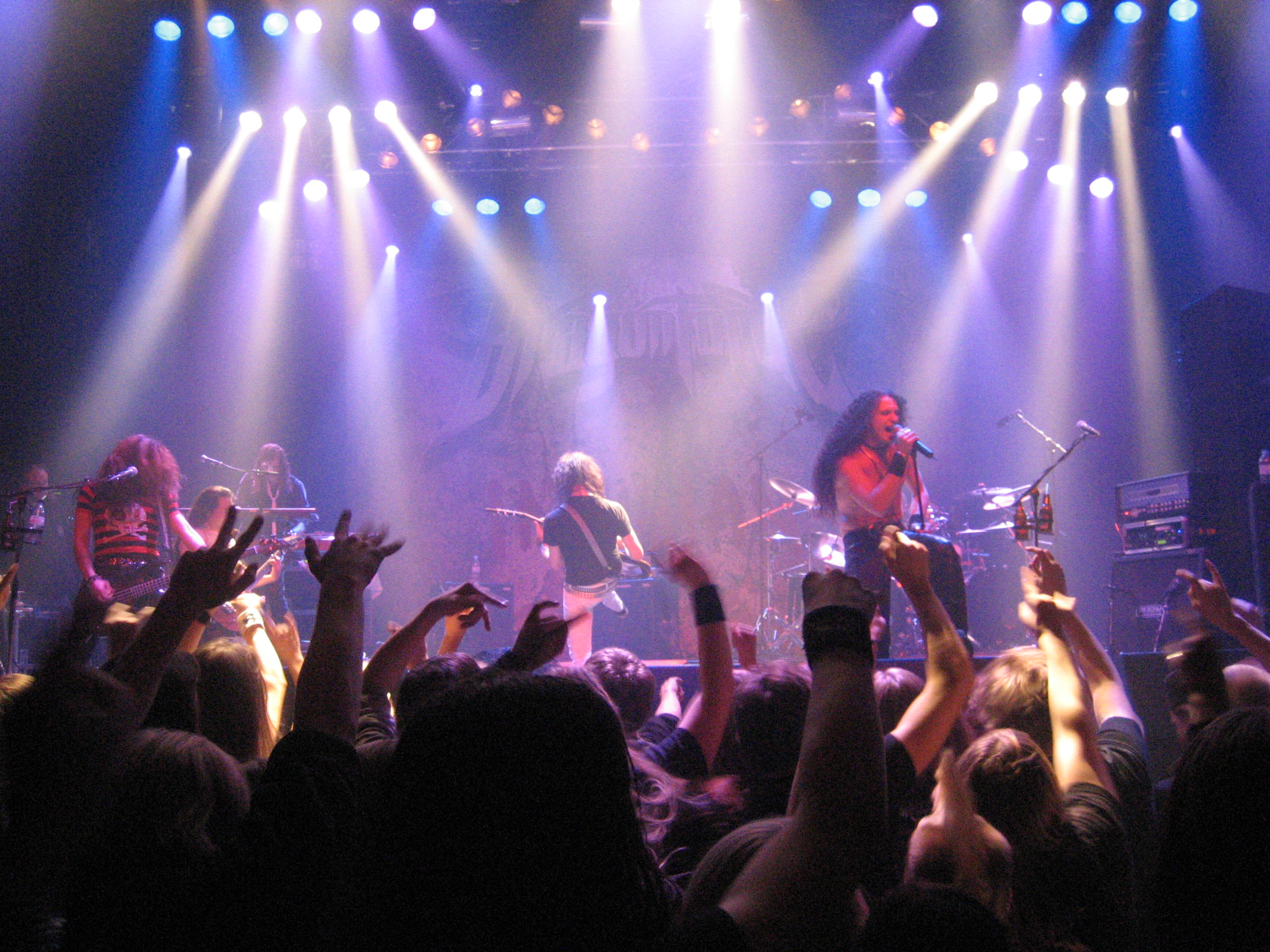
フィンランド・ヘルシンキ公演 (2007年2月)

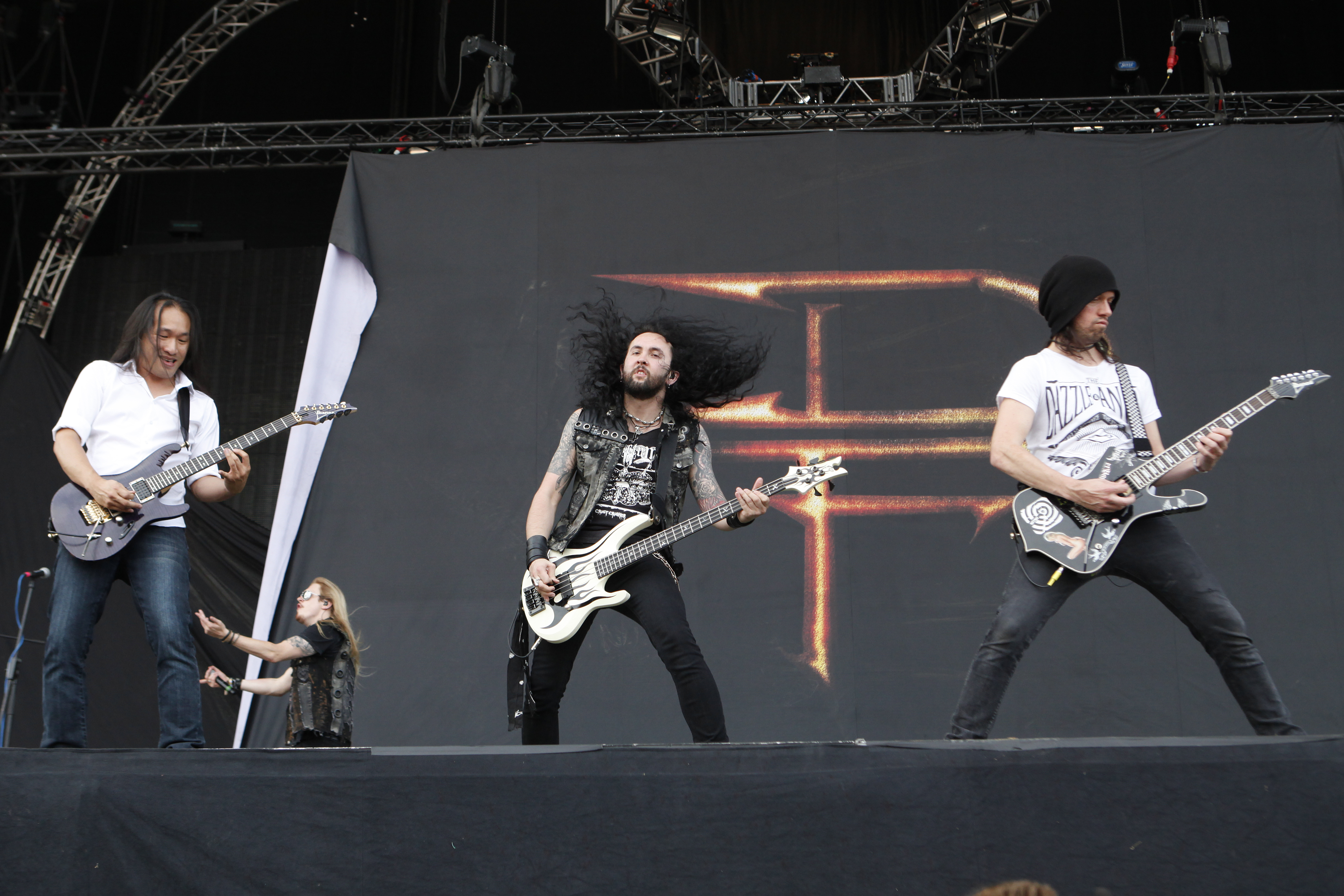
オーストリア・ニッケルスドルフ公演 (2013年6月)

結成当初は「ドラゴンハート（DragonHeart）」というバンド名であったが、既に同名のバンドおよび映画が存在していたため、2001年に現在の「ドラゴンフォース（DragonForce）」に改名する。
2006年夏、オジー・オズボーン主催「オズフェスト」へ出演し、アメリカ市場への進出への足がかりを作った。また同年10月14日には日本のヘヴィメタル・フェスティバル「LOUD PARK 06」への出演も果たした。
2010年に音楽性の相違を理由にZPサート（Vo）が脱退。バンドは活動を休止し、オーディションなどで新しいボーカルを募集していたが、2011年3月にマーク・ハドソン(Vo)の名が公式HP上で発表された。
2014年6月、デイヴ・マッキントッシュ（Ds）が脱退。バンドは後任として元KILL RITUALのジー・アンザローネ（Ds）の加入を発表した。
同年、サムとハーマンのギタリスト両名がBABYMETALの楽曲「Road of Resistance」のレコーディングに参加、後にバンドとしても共演した。
2017年、ヴァジーム・プルジャーノフが、DragonForceとしてライブに出演したり、MVや公式サイトに現れる機会が減少する。当初の理由としては、本人の育児休暇のためと説明されていたが、2018年5月に脱退していたことを公表。
2019年8月、長年在籍したベーシスト、フレデリク・ルクレールが脱退。理由は別のプロジェクトに注力するためと説明し、後にドイツのスラッシュメタルバンドクリエイターへの移籍、Mary's Blood、NEMOPHILAのSAKIとのプロジェクトAMAHIRUの参加である事が明らかになった。
そのツアーについてはサポートメンバーで対応することになり、2020年から参加した女性ベーシストのアリシア・ヴィジルのサポートが話題となっていたが、2022年に正式に加入した。

### 特色
大半の楽曲はサム・トットマン（G）・ヴァジーム・プルジャーノフ（Ky）・フレデリク・ルクレール（Ba）が作詞・作曲を担当。2018年にプルジャーノフが、2019年にルクレールが脱退してからはほぼ全ての楽曲をトットマンが手掛けている。
1曲あたりの時間が6分以上に及ぶ長さのものが大半。ギターソロパートが多いのが最大の要因。アルバムには必ず1曲はバラードが収録される。やはりギターソロが長いが、曲の長さは5〜6分程度と比較的短い。ライブで演奏される曲は、アルバムで収録されている曲の音階を半音下げている（マーク・ハドソン加入以後は原曲での演奏がなされている）。
ライブではドラムを除いた全員がステージ上を所狭しと走り回り、飛び回る。

### 音楽性
パワーメタル（メロディックスピードメタル）の代表的なバンドのひとつである。音楽性において特筆すべき事として、誰も到達したことのないエクストリームな音数とスピードで現代のメタルシーン随一のスピード・スターと称されている。
ブラストビートを織り交ぜたスラッシュメタルやデスメタルのような速度で演奏されるドラムに、パワーメタルの特徴である叙情的なメロディを乗せるというスタイルは、これまでなかったものである。転調を繰り返しながらギアを上げて突き進むスタイルはこのバンドならではである。
なお、3枚目のアルバム『インヒューマン・ランペイジ』について、日本では「メジャーコードを使わずに作曲された」という都市伝説があったが、フレデリク・ルクレールはインタビューで否定している。

## メンバー
※2020年6月時点

### 現ラインナップ
- マーク・ハドソン (Marc Hudson) - ボーカル(2011年- )
イングランド出身
- ハーマン・リ (Herman Li, 李康敏) - ギター(1999年- )
香港出身
- サム・トットマン (Sam Totman) - ギター(1999年- )
イングランド生まれニュージーランド出身
- ジー・アンザローネ (Gee Anzalone) - ドラムス(2014年- )
イタリア出身
- アリシア・ヴィジル (Alicia Vigil) – ベース(2022年- )
アメリカ出身

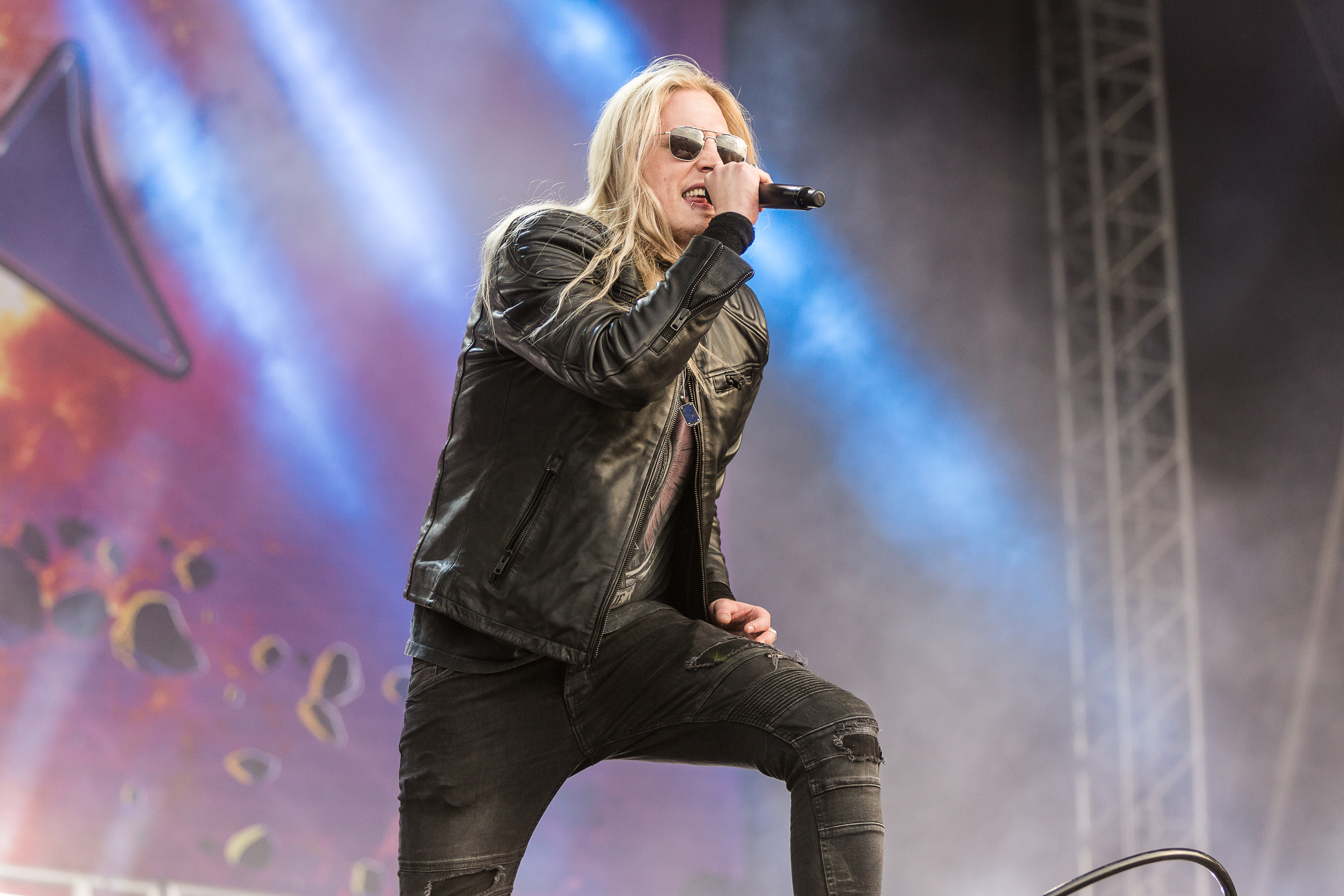
マーク・ハドソン(Vo) 2019年
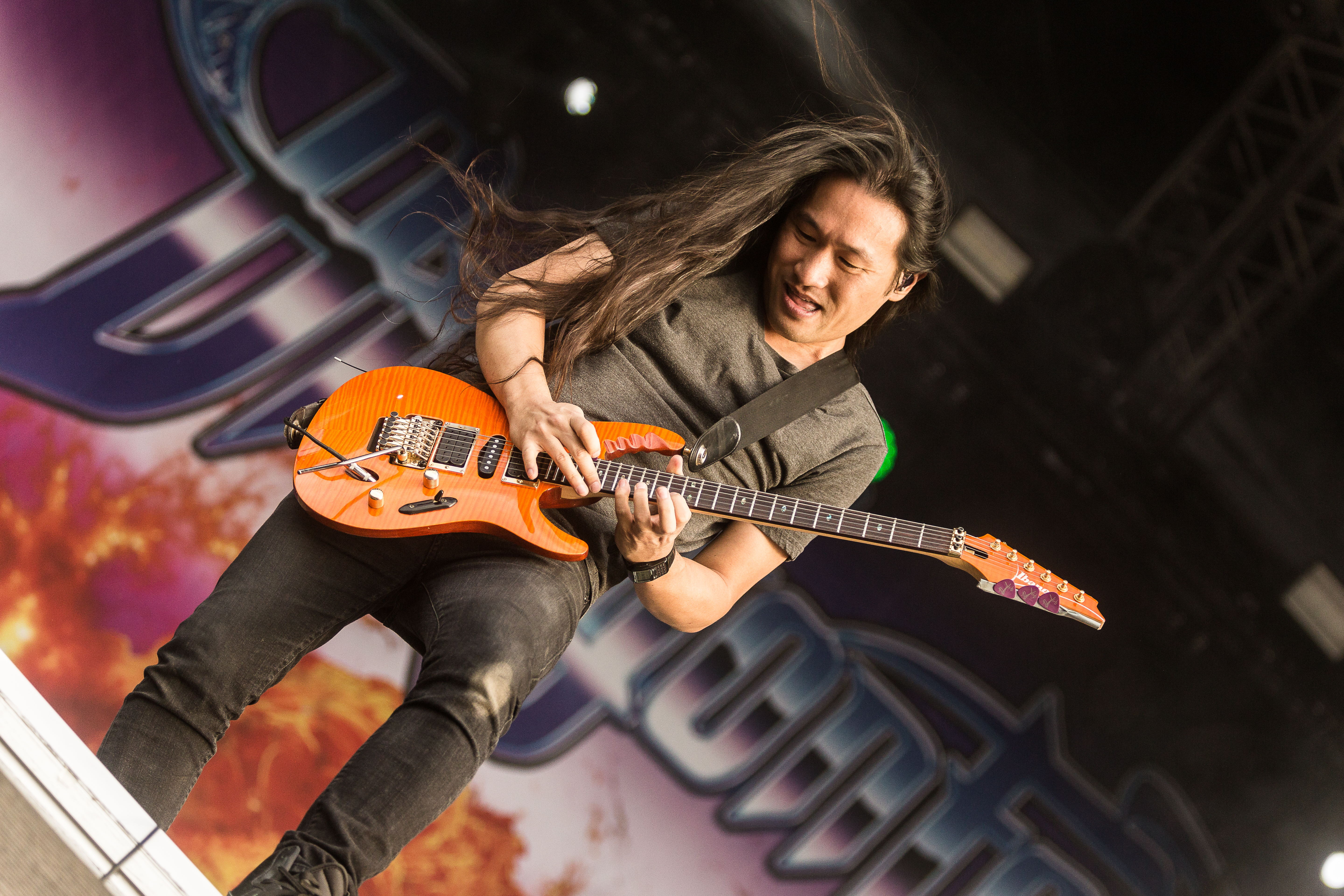
ハーマン・リ(G) 2019年
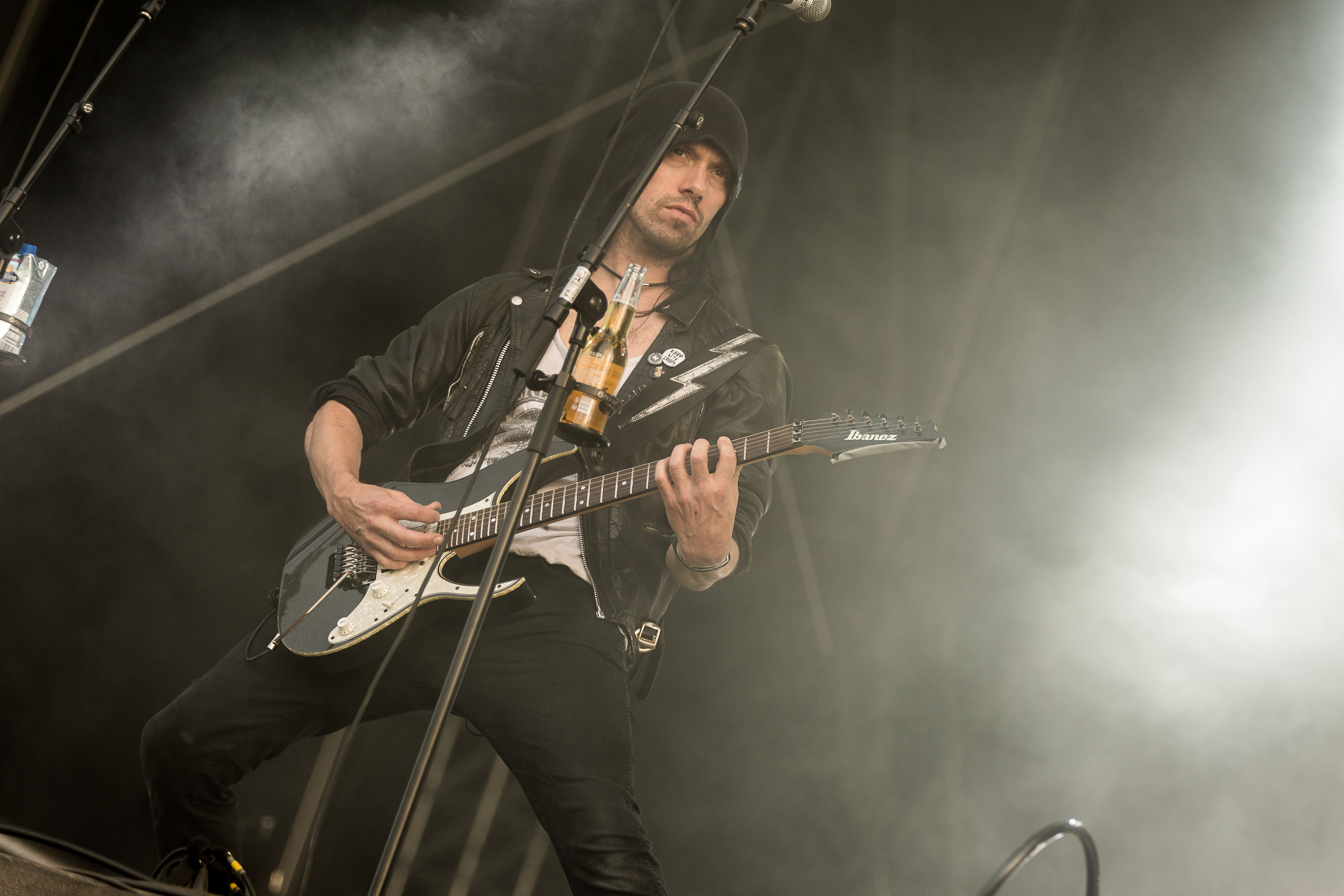
サム・トットマン(G) 2019年
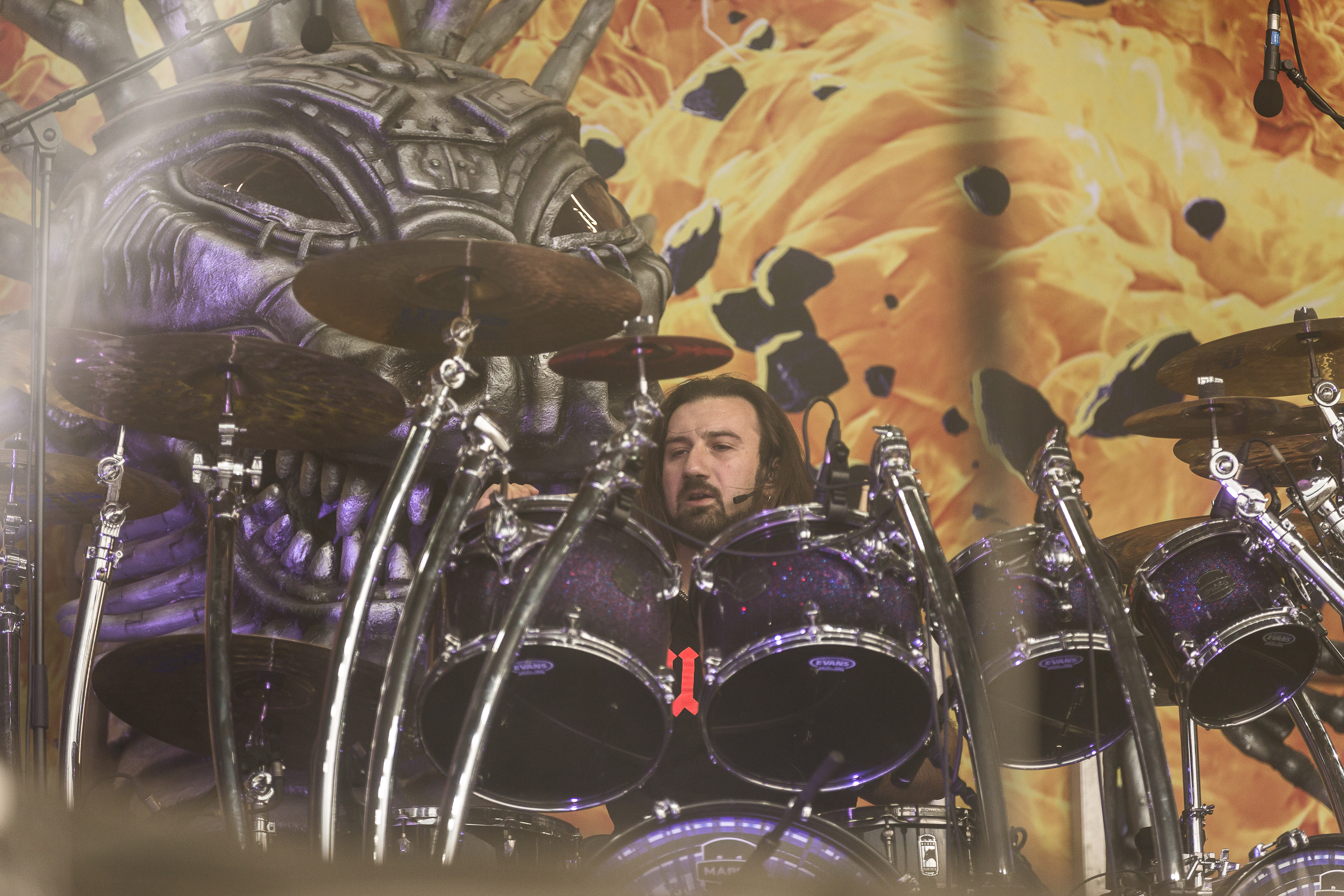
ジー・アンザローネ(Dr) 2019年

サポート
- ダミアン・レイナウド (Damien Rainaud) – ベース (2019)
- アリシア・ヴィジル (Alicia Vigil) – ベース (2020–2022 現在は正式メンバー)
- アキレス・プリースター (Aquiles Priester) - ドラムス (2020)

### 旧メンバー
- ZPサート (ZP Theart) - ボーカル (1999年-2010年3月)
南アフリカ共和国出身
- スティーヴ・スコット (Steve Scott) - ベース (1999年-2000年11月)
イギリス出身。ドラゴンハート時代のみの在籍。脱退後パワー・クエストを結成。
- ディコン・ハーパー (Diccon Harper) - ベース (2001年11月-2002年3月)
イングランド出身
- エイドリアン・ランバート (Adrian Lambert) - ベース (2002年6月-2005年10月)
イングランド出身
- フレデリク・ルクレール (Frédéric Leclercq) - ベース (2005年-2019年)
フランス出身。元ヘヴンリー
- スティーヴ・ウィリアムズ (Steve Williams) - キーボード (1999年-2000年11月)
ウェールズ出身。ドラゴンハート時代のみの在籍。脱退後パワー・クエストを結成。
- ヴァジーム・プルジャーノフ (Vadim Pruzhanov) - キーボード (2001年-2018年)
ウクライナ出身
- マテイ・セティンク (Matej Setinc) - ドラムス（1999年）
スロベニア出身。ドラゴンハート時代のみの在籍
- ピーター・ハント (Peter Hunt) - ドラムス (2000年)
イギリス出身。ドラゴンハート時代のみの在籍
- ディディエ・アルムズニ (Didier Almouzni) - ドラムス (2000年7月-2003年6月)
フランス出身
- デイヴ・マッキントッシュ (Dave Mackintosh) - ドラムス (2004年-2014年6月)
イングランド出身。元バルサゴス

## ディスコグラフィ
スタジオ・アルバム
- 2000年 ヴァレイ・オブ・ザ・ダムド - Valley of the Damned (Demo、DragonHeart名義)
- 2003年 ヴァレイ・オブ・ザ・ダムド - Valley of the Damned
- 2004年 ソニック・ファイアストーム - Sonic Firestorm
- 2006年 インヒューマン・ランペイジ - Inhuman Rampage
- 2008年 ウルトラ・ビートダウン - Ultra Beatdown
- 2012年 ザ・パワー・ウィズイン - The Power Within
- 2014年 マキシマム・オーバーロード - Maximum Overload
- 2017年 リーチング・イントゥ・インフィニティ - Reaching into Infinity
- 2019年 エクストリーム・パワー・メタル - Extreme Power Metal
- 2024年 ワープ・スピード・ウォーリアーズ - Warp Speed Warriors

ライブ・アルバム
- 2010年 トワイライト・ディメンシア - Twilight Dementia
- 2015年 イン・ザ・ライン・オブ・ファイアー - In The Line Of Fire

ベスト・アルバム
- 2016年 キラー・エリート - Killer Elite

リミックス・アルバム
- 2018年 リ・パワード・ウィズイン - Re-Powerd Within

## 来日公演

### 単独公演
- Valley of the Damned Tour（2004年）
  - 1月31日 福岡 Zepp福岡
  - 2月02日 名古屋 名古屋ダイアモンドホール
  - 2月03日 大阪 なんばHATCH
  - 2月05日 東京 SHIBUYA-AX
- Live in Japan 2005（2005年）
  - 12月6日 東京 Club 1ne 2wo
- Inhuman Rampage Tour（2006年）
  - 6月17日 東京 渋谷O-EAST
  - 6月19日 名古屋 名古屋クラブクアトロ
  - 6月20日 大阪 心斎橋クラブクアトロ
  - 6月21日 広島 広島クラブクアトロ
- Ultra Beatdown Tour（2009年）
  - 3月26日 福岡 Zepp福岡
  - 3月27日 大阪 Zepp大阪
  - 3月29日 川崎 クラブチッタ川崎
  - 3月30日 東京 Zepp東京
  - 3月31日 名古屋 Zepp名古屋
  - 4月02日 仙台 Zepp仙台
  - 4月04日 札幌 Zepp札幌
- Maximum Overload World Tour（2015年）
  - 9月05日 広島 広島クラブクアトロ
  - 9月07日 大阪 BIG CAT
  - 9月08日 名古屋 名古屋ダイアモンドホール
  - 9月10日・11日 東京 赤坂BLITZ
- Killer Elite Tour 2016（2016年）
  - 4月21日・22日東京 東京 duo MUSIC EXCHANGE
- Reaching Into Infinity World Tour（2017年）
  - 6月14日 大阪 梅田クラブクアトロ
  - 6月15日 名古屋 ボトムライン
  - 6月16日 東京 duo MUSIC EXCHANGE

### フェス
- Loud Park 06（2006年）
  - 10月14日 千葉 幕張メッセ 国際展示場 展示ホール9-10-11
- Loud Park 08（2008年）
  - 10月10日 埼玉 さいたまスーパーアリーナ
- LOUD PARK 12（2012年）
  - 10月27日 埼玉 さいたまスーパーアリーナ
- LOUD PARK 14（2014年）
  - 10月18日 埼玉 さいたまスーパーアリーナ
- LOUD PARK 15（2015年）
  - 10月11日 埼玉 さいたまスーパーアリーナ

## 関連バンド
- パワー・クエスト / DragonHeart時代のメンバー（スティーヴ・ウィリアムズ、スティーヴ・スコット）が在籍。
- バルサゴス / デイヴ・マッキントッシュ（元Dr）が在籍していたバンド。
- ヘヴンリー / フレデリク・ルクレルク（元Ba）がギタリストとして在籍していたバンド。